# Atrichornis rufescens
El matorralero rojizo (Atrichornis rufescens) es una especie de ave paseriforme de la familia Atrichornithidae endémica de Australia.

## Hábitat y estado de conservación
Su hábitat natural son los bosques templados y los bosques de las tierras bajas tropicales o subtropicales secas. 
A mediados del siglo XX, se encontraba casi extinto, pero se recuperó desde entonces hasta el punto de no ser considerado un ave amenazada.  Bajado de la categoría de ave amenazada por la UICN en 2004, una investigación reciente mostró que su número estaba disminuyendo de nuevo después de un pico en los primeros años del siglo XXI. En consecuencia se añadió a la categoría de especie amenazada de la Lista Roja de la UICN en 2008.

## Subespecies
Se conocen dos subespecies:
- Atrichornis rufescens rufescens
- Atrichornis rufescens ferrieri